# Distrito de Frauenfeld
El distrito de Frauenfeld es un distrito del cantón de Turgovia, Suiza. Tiene una población estimada, a fines de 2021, de 70 418 habitantes.
Su capital es la ciudad de Frauenfeld.

## Geografía
El distrito se encuentra en el centro-oeste del cantón, a pocos kilómetros del lago de Constanza. Limita al norte con el distrito alemán de Constanza y el cantón de Schaffhausen (antiguamente distrito de Steckborn), al este con los distritos de Kreuzlingen y Weinfelden, al sur con el distrito de Münchwilen, y al oeste con los distritos de Zúrich, Winterthur y Andelfingen.

## Comunas
| Distrito de Frauenfeld  | Distrito de Frauenfeld | Distrito de Frauenfeld |
| Comunas                 | Población (31.12.2014) | Superficie km²         |
| ----------------------- | ---------------------- | ---------------------- |
| Basadingen-Schlattingen | 1794                   | 15.7                   |
| Berlingen               | 849                    | 4.0                    |
| Diessenhofen            | 3621                   | 10.0                   |
| Eschenz                 | 1697                   | 12.0                   |
| Felben-Wellhausen       | 2660                   | 7.3                    |
| Frauenfeld              | 24 578                 | 27.4                   |
| Gachnang                | 3743                   | 9.7                    |
| Herdern                 | 987                    | 13.7                   |
| Homburg                 | 1507                   | 24.1                   |
| Hüttlingen              | 841                    | 11.6                   |
| Hüttwilen               | 1632                   | 17.6                   |
| Mammern                 | 612                    | 5.5                    |
| Matzingen               | 2604                   | 7.7                    |
| Müllheim                | 2900                   | 8.7                    |
| Neunforn                | 932                    | 11.4                   |
| Pfyn                    | 1952                   | 13.0                   |
| Schlatt                 | 1629                   | 15.5                   |
| Steckborn               | 3664                   | 8.8                    |
| Stettfurt               | 1163                   | 6.4                    |
| Thundorf                | 1416                   | 15.6                   |
| Uesslingen-Buch         | 1085                   | 14.0                   |
| Wagenhausen             | 1667                   | 11.2                   |
| Warth-Weiningen         | 1237                   | 8.3                    |
| Total (23)              | 64 770                 | 279.6                  |